# SN 2009eo
SN 2009eo – supernowa typu IIn odkryta 13 maja 2009 roku w galaktyce A145807+0226. W momencie odkrycia miała maksymalną jasność 18,10m.